# Нємцов Володимир Іванович
Володимир Іванович Нємцов (рос. Владимир Иванович Немцов, 28 серпня (10 вересня) 1907, Єпіфань — пом.3 січня 1994, Москва) — російський радянський письменник-фантаст, винахідник та популяризатор науки. Вважався одним із найконсервативніших радянських фантастів та стійким прихильником «фантастики близького прицілу».

## Біографія
Володимир Нємцов народився у 1907 році в містечку Єпіфань неподалік Тули. Після Жовтневого перевороту батьки майбутнього письменника розлучилися, під час навчання у школі Володимир Нємцов жив разом із матір'ю-шкільною учителькою в Єпіфані, а після закінчення школи перебрався до Тули, де жив його батько — партійний працівник. Там Володимир Нємцов навчався на робітфаку, де він більше цікавився літературою та мистецтвом, та значно менше надавав уваги вивченню математики та точних наук. Під час навчання на робітфаку Нємцов робив перші спроби літературної діяльності, писав переважно вірші. Після закінчення робітфаку Володимр Нємцов навчався на літературному відділенні етнолінвістичного факультету МДУ, проте не закінчив навчання, оскільки захопився радіотехнікою та винахідництвом. На початку 30-х років ХХ століття поет та зачинатель НОП в Радянському Союзі Олексій Гастєв запросив Нємцова у новостворений Інститут праці на посаду завідувача конструкторським бюро. Там Володимир Нємцов розпочав серйозно займатися винахідництвом. За короткий проміжок часу Нємцова запрошують на роботу до Військового науково-дослідного інституту зв'язку, де він займався конструюванням малогабаритних радіостанцій. Під час роботи у військовому інституті зв'язку Володимир Нємцов отримав близько 20 свідоцтв про винаходи, які були прийняті на озброєння Радянської Армії.
Початок радянсько-німецької війни Володимир Нємцов зустрів у Ленінграді, де він знаходився у відрядженні на одному із військових заводів. Нємцов працював на ленінградському заводі у період блокади Ленінграда, пізніше працював головним інженером на новозбудованому радіозаводі в Баку. За роботу зі створення нових зразків зброї Володимир Нємцов нагороджений орденом Червоної Зірки та отримав подяку наркома оборони СРСР.
У післявоєнний час Володимир Нємцов зайнявся літературною та громадською діяльністю. Він був заступником секретаря парткому Спілки письменників СРСР, головою секції науково-художньої і науково-фантастичної літератури Спілки письменників СРСР, а також був членом Радянського комітету захисту миру. За своїми поглядами Нємцов вважався одним із найконсервативніших радянських фантастів, не тільки сам творив виключно у тематиці «фантастики близького прицілу», а й постійно виступав із її підтримкою, та критикою інших фантастів, які не хотіли дотримуватися канонів цього напрямку фантастичних творів, зокрема братів Стругацьких. Володимир Нємцов у 1961 році на Об'єднаному пленумі Правлінь Спілки Письменників РРФСР, Московського и Ленінградського відділів Спілки Письменників РРФСР (разом із Олегом Коряковим та Сергієм Сартаковим) вирішив вказати на «ідеологічну шкоду» космічної фантастики, «яка відводить від дійсності». Опонентами Нємцова виявились при цьому такі достатньо консервативні письменники як Олександр Казанцев, Микола Томан, Георгій Тушкан, а претензії «близького прицілу» на ведучу роль у радянській фантастиці були остаточно поховані після польоту Гагаріна. Проте Володимир Нємцов не бажав здавати позицій, і тривалий час ще виступав із критичними статтями щодо «космічної фантастики». Але після втрати підтримки у боротьбі з «космічною фантастикою» Нємцов практично перестав писати фантастичну літературу, зосередившись на написанні науково-популярних книг.
Помер Володимир Нємцов 3 січня 1994 року в Москві.

## Літературна творчість
Перші проби літературної творчості Володимир Нємцов робив ще в 20-х роках ХХ століття, публікував вірші в міських комсомольських газетах. Пізніше Нємцов зосередився на написанні науково-популярних книжок («Веселе радіо», «Незримі шляхи (записки радіоконструктора)»). Перший свій науково-фантастичний твір — оповідання «Сто градусів» — письменник опублікував у 1945 році. Усі свої твори у жанрі наукової фантастики Нємцов писав у тематиці так званої «фантастики близького прицілу», тобто такої, яка виключно описує фантастичні ідеї та винаходи, втілення яких у життя є корисним для народного господарства, та не використовує теми, пов'язані із освоєнням космосу та планет Сонячної системи. У період 40—50-х років ХХ століття цей напрямок фантастики був дуже популярним у радянській фантастиці, й романи Нємцова видавалися досить великими тиражами. Зокрема, у першому романі письменника «Сім кольорів веселки» описується виведення на поверхню Землі підземної річки; у романі «Щаслива зірка» розповідається про подорож молодих винахідників по СРСР у пошуках втраченого цінного приладу; в романі «Останній полустанок» описуються пригоди героїв на борту літаючої лабораторії «Уніон». Після відмови від підтримки «фантастики близького прицілу» більшості радянських письменників Нємцов не змінив своїх ідеологічних переконань, та неодноразово виступав із критичними статтями проти «космічної фантастики». Сам Нємцов також часто критикувався літературними критиками за надмірну приземленість, ідеологічну зашореність книг, та навіть за фактичне відставання сюжету та ідей його книг від реальних наукових досягнень на момент написання книги. Фактично з кінця 70-х років ХХ століття Володимир Нємцов відійшов від активної літературної діяльності.

## Переклади
Твори Володимира Нємцова перекладені багатьма мовами світу, зокрема польською, німецькою, болгарською, чеською, сербською, хорватською, іспанською та українською мовами.

## Нагороди
Володимир Нємцов нагороджений орденами Вітчизняної війни, Червоної зірки, Трудового Червоного Прапора, медаллю «За оборону Кавказу» та медаллю «За оборону Ленінграда».

### Романи
- 1950 — Семь цветов радуги
- 1955 — Счастливая звезда
- 1959 — Последний полустанок
- 1975 — Когда приближаются дали…

### Повісті
- 1946 — Огненный шар
- 1947 — Аппарат «СЛ-1»
- 1948 — Золотое дно
- 1948 — Тень под землей
- 1949 — Рекорд высоты
- 1955 — Осколок Солнца

### Оповідання
- 1945 — Сто градусов
- 1945 — Шестое чувство
- 1946 — «Снегиревский эффект»
- 1946 — Новая кожа
- 1946 — День и ночь
- 1951 — История с пуговицей

### Книги
- 1939 — Веселое радио
- 1945 — Незримые пути
- 1961 — Волнения, радости, надежды
- 1962 — Трудный разговор
- 1965 — «Тихие девочки»
- 1966 — Гордая совесть
- 1969 — Параллели сходятся
- 1973 — Адресовано всем